# Kenéz György
Kenéz György (Budapest, 1956. június 23. –) olimpiai bajnok vízilabdázó, edző.

## Pályafutása
1968-tól a KSI (Központi Sport Iskola), 1974-től a Vasas SC, majd 1986-tól az olaszországi Poseidon Catania vízilabdázója volt. 1975-től 1986-ig 128 alkalommal szerepelt a magyar válogatottban. Az 1976. évi olimpián tagja volt a bajnoki címet nyert magyar csapatnak. 1986-tól a Vasas örökös bajnoka. Az aktív sportolást 1990-ben fejezte be.
1983-ban a Testnevelési Főiskolán vízilabdaedzői oklevelet szerzett és visszavonulása után a Vasas, a Poseidon Catania, a Tungsram SC, majd a Budapesti Spartacus edzője lett. 1999-től a kuvaiti válogatott szövetségi kapitánya volt. 2005-ben hazatért és a Vasas ifjúsági csapatának edzője lett. Majd 2012-től az Angyalföldi sport iskola felnőtt csapatában edzősködik.

## Sporteredményei
- olimpiai bajnok (1976)
- kétszeres világbajnoki 2. helyezett (1978, 1982)
- Európa-bajnok (1977)
- Európa-bajnoki 2. helyezett (1983)
- ifjúsági Európa-bajnoki 2. helyezett (1976)
- ifjúsági Európa-bajnoki 3. helyezett (1975)
- kétszeres BEK-győztes (1979, 1984)
- KEK-győztes  (1985)
- kilencszeres magyar bajnok  (1975, 1976, 1977, 1979, 1980, 1981, 1982, 1983, 1984)

## Díjai, Elismerései
- Vasas SC örökös bajnoka (1986)
- Kiváló Nevelő Munkáért (1995, 1997)
- Vasas aranygyűrű (2006)
- A Magyar Érdemrend lovagkeresztje (2019)[1]